# Svítivost
Svítivost udává intenzitu světelného toku v daném směru (vztažnou na prostorový úhel).

## Značení
- Značka veličiny: I (velké i), Iv (index v značí viditelnou část spektra, z angl. visual)[1]
- Hlavní jednotka (základní jednotka soustavy SI): kandela, značka jednotky: cd

Pozn.: Ve starší literatuře je taky možné se setkat s jednotkou svíčka, resp. Desetinná svíčka (např. u majáků).

## Výpočet
Svítivost I v daném směru je definována jako
{\displaystyle I={\frac {\mathrm {d} \Phi }{\mathrm {d} \Omega }}},
kde {\displaystyle \mathrm {d} \Omega } je prostorový úhel v daném směru, a {\displaystyle \mathrm {d} \Phi } je světelný tok vyzařující do prostorového úhlu {\displaystyle \mathrm {d} \Omega }.